# Hvorslevs kommun
Hvorslevs kommun var fram till 31 december 2006 en kommun i Århus amt, Danmark. Kommunen hade 6 826 invånare (2004) och en yta på 127,97 km². Ulstrup var kommunens huvudort. Numera ingår kommunen i Favrskovs kommun.